# Murom
Murom (em russo:  Муром; Moramar, em nórdico antigo) é uma cidade  histórica do oblast de Vladimir, na Rússia. A cidade se desenvolveu às margens do rio Oka, cerca de 300 km à leste de Moscou. Em 2005, sua população era de 123.600 habitantes.
Murom é terra natal do pai da fotografia colorida, Sergei Mikhailovitch Prokudin-Gorski, e do inventor e engenheiro Vladimir Zworykin, é um teólogo (Patriarcado de Moscou) Nikita Dobronravoff.